# Pascal Fabre
Pascal Fabre (ur. 9 stycznia 1960 roku w Lyonie) – francuski kierowca wyścigowy.

## Kariera
W latach 1984–1986 Francuz brał udział w bezpośrednim przedsionku F1 – Międzynarodowej Formule 3000 (w pierwszym roku startów nazwa widniała jeszcze pod szyldem Formuła 2). Najlepiej spisał się w ostatnim podejściu, kiedy to zajął na koniec sezonu 7. miejsce (najlepszym wynikiem Pascala w tym sezonie było zdominowanie inauguracyjnej rundy).
W Formule 1 zadebiutował w roku 1987, we francuskiej ekipie AGS (był jej jedynym kierowcą). Słaby bolid nie pozwolił mu jednak uzyskać premiowanej punktami pozycji (najwyższą lokatą, jaką zdołał uzyskał, było dwukrotnie dziewiąte miejsce podczas Grand Prix Wielkiej Brytanii oraz Grand Prix Francji). Po braku kwalifikacji w trzech z czterech ostatnich dla niego wyścigach, na dwie ostatnie rundy został zastąpiony przez Brazylijczyka Roberto Moreno. Po tym sezonie nie znalazł już dla siebie miejsca w stawce.
Po krótkim epizodzie w F1, Fabre zaangażował się w wyścigi samochodów sportowych, jednakże nie osiągnął w nich żadnych sukcesów.